# Ferrofluido

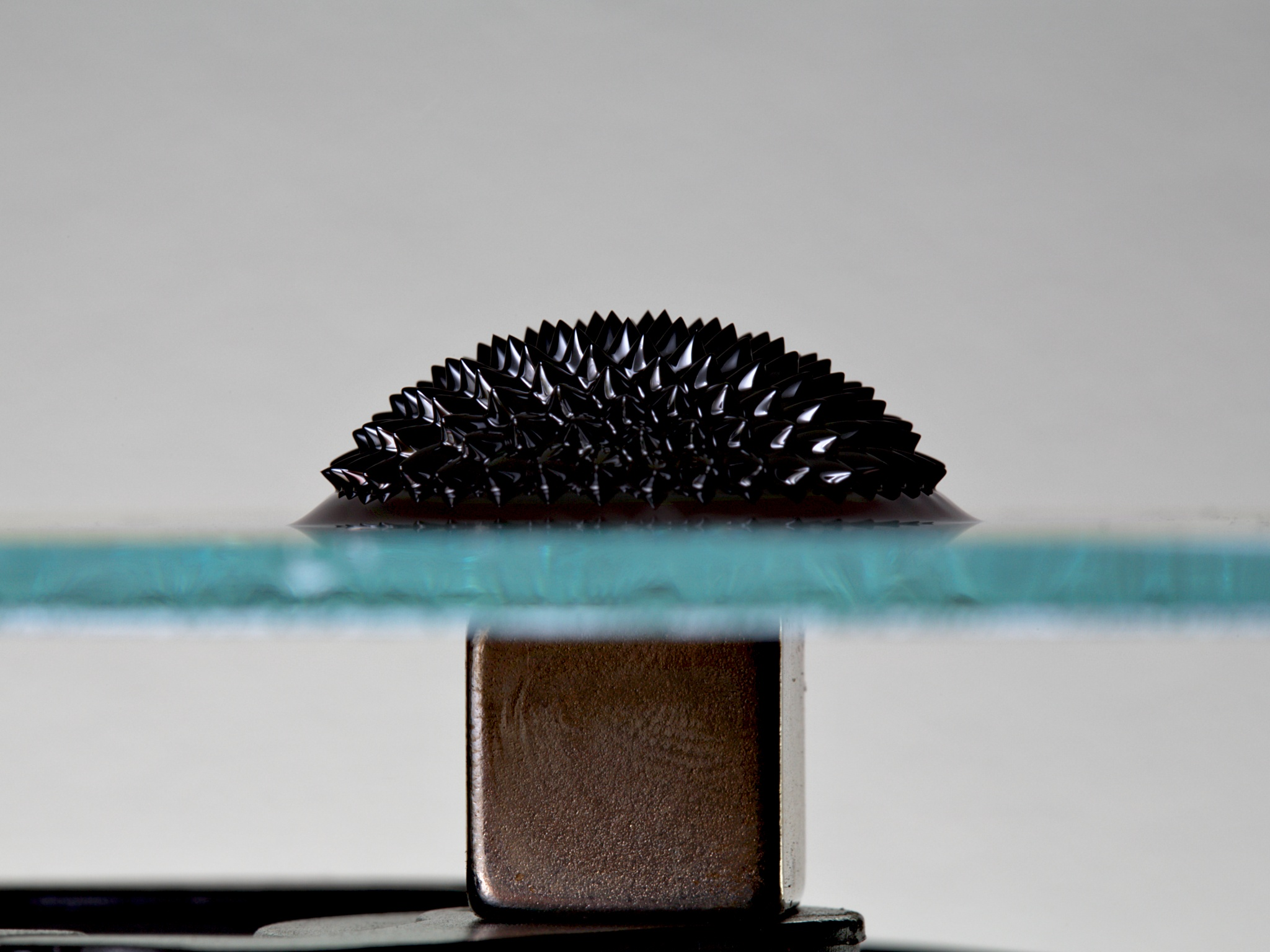
Il ferrofluido collocato su una lastra di vetro, che lo separa da un magnete sottostante.

Un ferrofluido è un liquido che si polarizza fortemente in presenza di un campo magnetico. I ferrofluidi sono composti di particelle ferromagnetiche sospese in un veicolo fluido, molto spesso un solvente organico oppure acqua. Le nano-particelle ferromagnetiche sono rivestite di un tensioattivo per prevenire la loro agglomerazione (dovuta alle forze di van der Waals della chimica organica ed alle forze magnetiche). Anche se il nome suggerirebbe il contrario, i ferrofluidi non esercitano un ferromagnetismo, dal momento che non presentano la magnetizzazione in assenza di un campo applicato esternamente. In effetti, i ferrofluidi presentano il paramagnetismo, e si dice spesso che sono "superparamagnetici" a causa della loro grande suscettività magnetica. In effetti fluidi ferromagnetici "veri" sono difficili da creare oggigiorno, dal momento che richiedono alte temperature.

## Descrizione

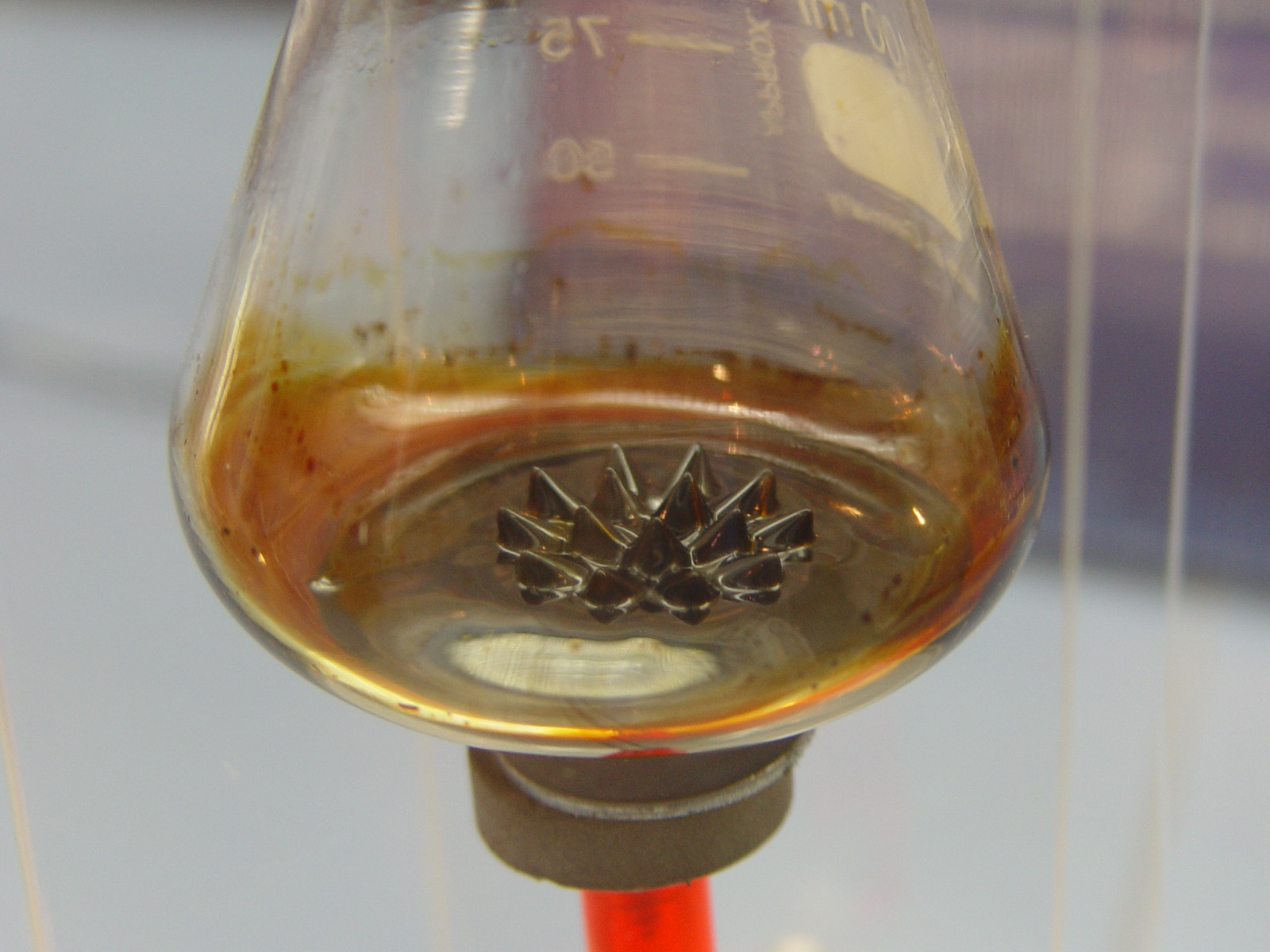
Un ferrofluido influenzato da un magnete sottostante.

I ferrofluidi sono composti da nanoparticelle ferromagnetiche, solitamente magnetite, ematite o qualche altro composto contenente Fe2+ o Fe3+. Le dimensioni delle nano-particelle sono tipicamente nell'ordine dei 10 nm; tali dimensioni sono contenute al punto da far sì che l'agitazione termica le disperda uniformemente all'interno del solvente, e che le particelle contribuiscano alla risposta magnetica complessiva del fluido. Ciò è analogo al modo in cui gli ioni di una soluzione acquosa salina paramagnetica (come una soluzione acquosa di solfato di rame o di cloruro di manganese) rendono la soluzione paramagnetica.
I veri ferrofluidi sono stabili. Ciò significa che le particelle solide non si agglomerano o creano fasi separatamente, anche quando immerse in campi magnetici estremamente forti. Comunque, i tensioattivi tendono a spezzarsi con il tempo (pochi anni), e alla fine le nanoparticelle si agglomereranno, separandosi e cessando di contribuire alla risposta magnetica del fluido.
Il termine fluido magnetoreologico (MRF) si riferisce a liquidi simili ai ferrofluidi (FF), che solidificano in presenza di un campo magnetico. I fluidi magnetoreologici sono costituiti di particelle in scala micrometrica, da 1 a 3 ordini di grandezza superiori a quelle dei ferrofluidi.
Quando un fluido paramagnetico è sottoposto ad un campo magnetico verticale sufficientemente intenso, la superficie forma spontaneamente una sequenza regolare di increspature. Questo effetto, noto con il nome di instabilità di campo normale, è veramente notevole. La formazione di increspature aumenta l'energia libera della superficie e l'energia gravitazionale del liquido, ma riduce l'energia magnetica. Le increspature si formano solamente a partire da un livello critico del campo magnetico, quando la riduzione dell'energia magnetica è maggiore dell'aumento di quelle di superficie e gravitazionale. I ferrofluidi hanno una suscettività eccezionalmente alta ed il campo magnetico necessario all'insorgere delle increspature può essere realizzato da un piccolo magnete (vedi figura).

### Alcune sostanze comuni che sono "surfattanti" del ferrofluido
I ferrofluidi possono contenere:
- Acido citrico
- Acido oleico
- Idrossido di tetrametilammonio
- Lecitina di soia

## Applicazioni

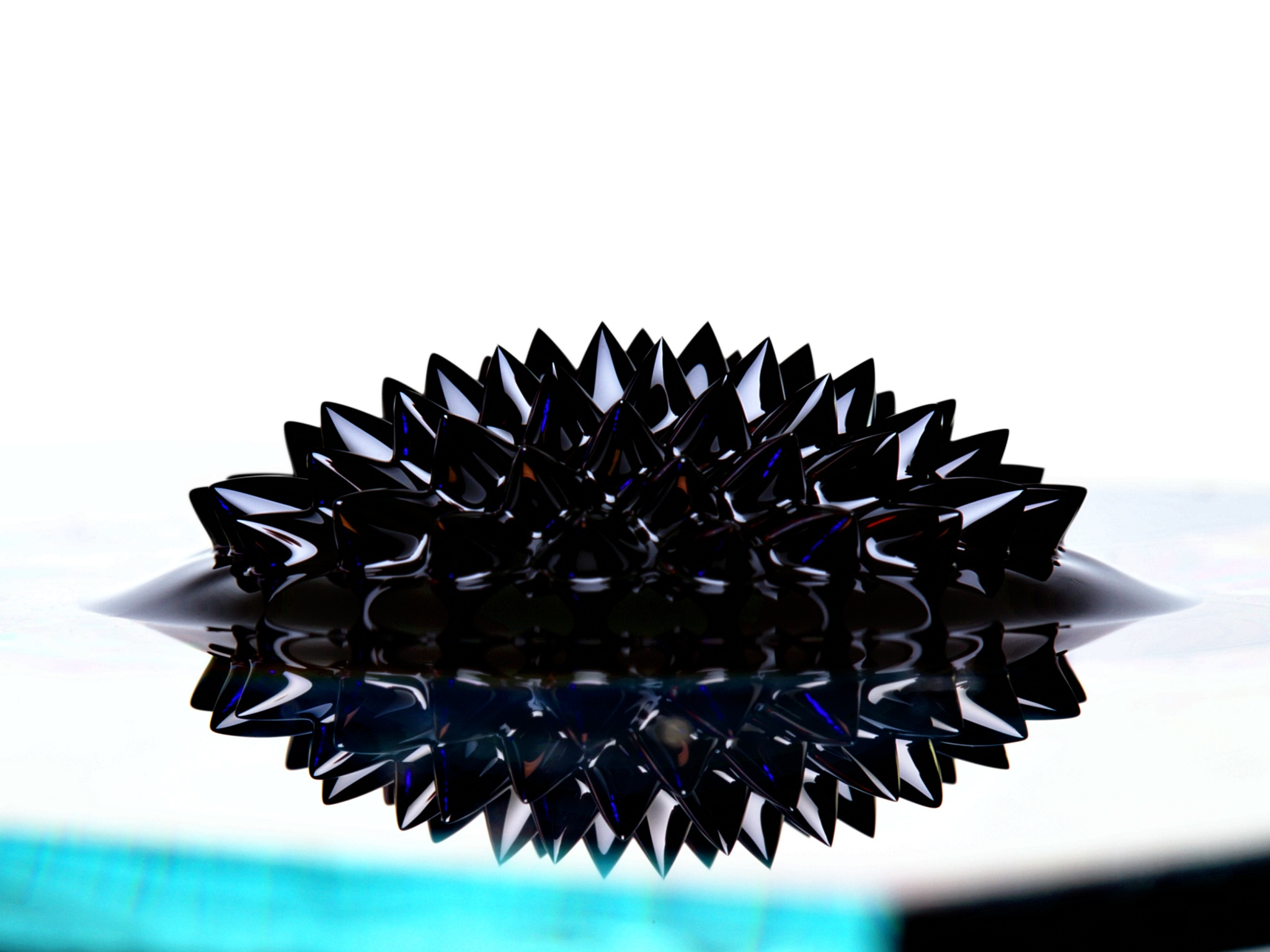
Un ferrofluido sottoposto all'influenza di un forte campo magnetico verticale.

I ferrofluidi sono usati comunemente negli altoparlanti e per formare dei sigilli liquidi attorno agli assi di rotazione degli hard disk.
Possiedono inoltre caratteristiche di riduzione dell'attrito. Se applicati sulla superficie di un magnete sufficientemente potente, come uno fatto in neodimio, esso può planare su superfici lisce con una resistenza minima.

### Esperimenti dell'industria
La Matsushita Electric Industry ha prodotto una stampante capace di stampare 5 pagine per minuto utilizzando un inchiostro a ferrofluido.

### Impieghi militari
La United States Air Force ha introdotto una vernice in materiale radar assorbente (RAM) composta sia da sostanze ferrofluidiche che non-magnetiche. Dal momento che riduce la riflessione delle onde elettromagnetiche, questo materiale aiuterebbe a ridurre la sezione radar in alcuni tipi di velivolo stealth.

### Applicazioni aerospaziali
La NASA ha sperimentato l'utilizzo dei ferrofluidi in un'ansa chiusa come base per un sistema di controllo delle superfici e della stabilità in volo e nella navigazione nel vuoto dei veicoli aerospaziali. Cambiando il momento angolare del ferrofluido nell'ansa chiusa utilizzando magneti si cambia il centro di massa, e dunque anche la velocità di rotazione, di una nave spaziale ruotante nel vuoto.

### Ottica e misure elettromagnetiche
I ferrofluidi hanno numerose applicazioni in ottica, a causa delle loro proprietà rifrattive; questo perché all'interno di ogni grano (Che è in realtà una micella, formata da milioni di particelle della sostanza tensioattiva internamente con un gruppo idrofobico, come una catena carboniosa o aromatica; ed esternamente con un gruppo idrofilo a contatto con l'acqua o con un altro solvente polare), la particella ferrosa micromagnetica, riflette la luce. Questo tipo di applicazioni includono la misura della viscosità specifica di un liquido che si trova tra un polarizzatore ed un analizzatore, illuminato dalla luce prodotta da un laser elio-neon.

### Medicina
In medicina, un ferrofluido compatibile potrebbe essere impiegato per rilevare il cancro, con vari meccanismi fisici.

## Fluido fatto in casa
Un semplice ferrofluido può essere realizzato con piccole particelle magnetiche immerse in olio minerale, vegetale o per motori (sae 10 o altri a bassa viscosità). La limatura di ferro non funziona bene, risulta troppo grande. Buone fonti di particelle magnetiche sono:
- toner di stampanti laser magnetiche
- polvere magnetica di controllo in negozi per saldature
- particelle ricavate da lane d'acciaio bruciate (dopo averle passate al mortaio e al pestello)
- particelle ricavate raschiando la superficie della pellicola VHS o in alternativa bruciandola, separandone i residui con la calamita.
- le particelle "estratte" dalla sabbia con un sacchetto di plastica e un magnete[2]
- inchiostro magnetico usato per stampare checks

Un rapporto 1:1 tra l'olio e la polvere magnetica sembra funzionare al meglio.
In ogni caso questi fluidi sono molto instabili. Le particelle tenderanno a raggrupparsi e le proprietà del fluido verranno perse velocemente.
I fluidi creati per scopi professionali contengono emulsionanti per mantenere in sospensione in acqua particelle magnetiche oleose (ottano o cherosene) molto piccole. Le particelle sono molto sottili; meno di un micrometro di diametro.
I ferrofluidi macchiano e sono praticamente impossibili da pulire, quindi è necessario prestare attenzione quando vengono mescolati o usati.